# لينا وولف
لينا وولف (بالسويدية: Lina Wolff)‏ هي كاتِبة ومترجمة سويدية، ولدت في 1973 في لوند في السويد.